# Орсини
Орсини (итал. Orsini) је била италијанска великашка породица.

## Историја
Орсини су једна од најпознатијих принчевских породица Италије , која је у ранијим временима имала  велике поседе у Мађарској . У 11. веку је  држала ранг са Римским племићима , и упркос  ривалству моћне породице Коллона , држала је своју моћ под покровитељством  папа који су припадали њој. Оснивач је био Џон Кајетан , чији наследник   Метју Рубенс ја имао три сина  од којих су настале три гране , од којих је данас остала само једна:  Орсини- Гравина,     Наполеона Орсинија, најмлађег сина Метјуа.  Францис Орсини је 1417. именован за грофа Гравина и града Бари Неаполитанског дистрикта. Његов син Џејмс је  добио титулу војводе, Једанаести војвода после њега, Петар Францис,  предао је војвођство свом брату Доминиенсу и 1724. је изабран за папу. Он је владао под псеудонимом Бенедикт  13., до 1730. када је  Клемент Орсини добио трећу круну.  
Седиште породице се најчешће налазило у Напуљу. Породица је имала број битних чланова  у Италији , од којих су Николас Орсини и његов рођак Лорензо стекли репутације у рату у Венецији против лиге Камбрај. А претходници су се показали у одбрани Падуе у 1508. против цара Максимилиана 1.  и они  су први дисциплиновали италијанску војску која се касније борила против швајцарских и шпанских трупа.
Орсини су се у Риму борили за власт против породице Колона. Борбе су вођене током већег дела 14. века у периоду Авињонског ропства папа. Тројица папа потичу из породице Орсини: Целестин III (1191-1198), Никола III (1277-1280) и Бенедикт XIII (1724-1730). Мајка папе Лава X такође је припадала породици Орсини. Мате Росо, сенатор и управник Рима (од 1241), припадао је Орсинијима. Нићифор II (1356-1359), који је владао Епиром и Тесалијом након смрти српског цара Душана, син је Јована Орсинија, управника Епира до 1335. године. Наполеон Орсини је 1305. године подржао француску странку која је папу Клемента V довела на власт. 